# Xã Walnut, Quận Marshall, Indiana
Xã Walnut (tiếng Anh: Walnut Township) là một xã thuộc quận Marshall, tiểu bang Indiana, Hoa Kỳ. Năm 2010, dân số của xã này là 2.747 người.